# Isabel Macedo
Isabel Macedo (Buenos Aires, 2 de agosto de 1975) é um atriz argentina, conhecida por seus papéis em telenovelas e filmes. Entre suas participações televisivas mais proeminentes estão Floricienta, Soul Pirate, Don Juan e Sua Fair Lady, Botineras, Dance! e Graduados e da minissérie El hombre de tu vida, e no cinema, o filme Gigantes de Valdés.

## Filmografia
| TV        | TV                       | TV                                  | TV                     | TV                    | TV   |
| Ano       | Programa                 | Personagem                          | Canal                  | Notas                 | País |
| --------- | ------------------------ | ----------------------------------- | ---------------------- | --------------------- | ---- |
| 1997      | Ricos y famosos          |                                     | Canal 9                | Participação especial |      |
| 1998-1999 | Verano del 98            | Felicitas                           | Telefe                 | Participação especial |      |
| 1999      | Muñeca brava             | Ana                                 | Telefe                 | Participação especial |      |
| 2000      | Amor latino              | Eugenia Ferrarotti                  | Canal 9                | Actriz de reparto     |      |
| 2002      | 1000 millones            | Carmen                              | Canal 13               | Actriz de reparto     |      |
| 2003      | Son amores               | Inés Madrigal                       | Canal 13               | Participação especial |      |
| 2004-2005 | Floricienta              | Delfina Santillán Torres-Oviedo     | Canal 13               | Actriz de reparto     |      |
| 2006      | Alma pirata              | Clara Troglio                       | Telefe                 | Protagonista          |      |
| 2007      | Amor mío                 | Daniela                             | Canal de las Estrellas | Participação especial |      |
| 2007      | Son de Fierro            | Sissí                               | Canal 13               | Actriz de reparto     |      |
| 2008-2009 | Don Juan y su bella dama | Serena Monterrey / Graciela Ramírez | Telefe                 | Actriz de reparto     |      |
| 2009-2010 | Botineras                | Margarita "Marga" Molinari          | Telefe                 | Actriz de reparto     |      |
| 2011      | Dance!                   | Laura "Pekas" Redondo               | Canal 10               | Protagonista          |      |
| 2011      | El hombre de tu vida     | Olivia                              | Telefe                 | Participação especial |      |
| 2012      | La vuelta al mundo       | -                                   | Canal 13               | Conductora            |      |
| 2012      | Graduados                | Patricia Longo / Jimena Benítez     | Telefe                 | Protagonista          |      |

- Nos filmes, Isabel Macedo participou de dois filmes: Cinzas do Paraíso (participação) e Gigantes de Valdés (protagonista).

- Em 2012, Isabel é uma figura dos dois mais importantes canais de televisão na Argentina, ao mesmo tempo. Isto porque a transmissão Vuelta al Mundo por Canal 13 e novamente em um papel antagônico na sitcom  Graduados por Telefe.